# Arbelus sanguinipes
Arbelus sanguinipes är en stekelart som först beskrevs av Thomson 1894.  Arbelus sanguinipes ingår i släktet Arbelus och familjen brokparasitsteklar. Arten är reproducerande i Sverige. Inga underarter finns listade.